# Église Saint-Pierre-et-Saint-Paul de Baigneaux
Pour les articles homonymes, voir Église Saint-Pierre-et-Saint-Paul.
L'église Saint-Pierre-et-Saint-Paul est une église catholique située dans la commune de Baigneaux, dans le département de la Gironde, en France.

## Localisation
L'église se trouve au cœur du village, rue Yvonne de la Seiglière, à proximité du cimetière communal.

## Historique
À l'emplacement d'une ancienne église du XIe siècle, l'édifice, qui possède une nef gothique du XVIe siècle, a subi une complète transformation au XIXe siècle dans le style néogothique avec, entre autres, son orientation inversée : le chœur se trouve à l'ouest ; il est inscrit en totalité au titre des monuments historiques par arrêté du 10 juin 2002.

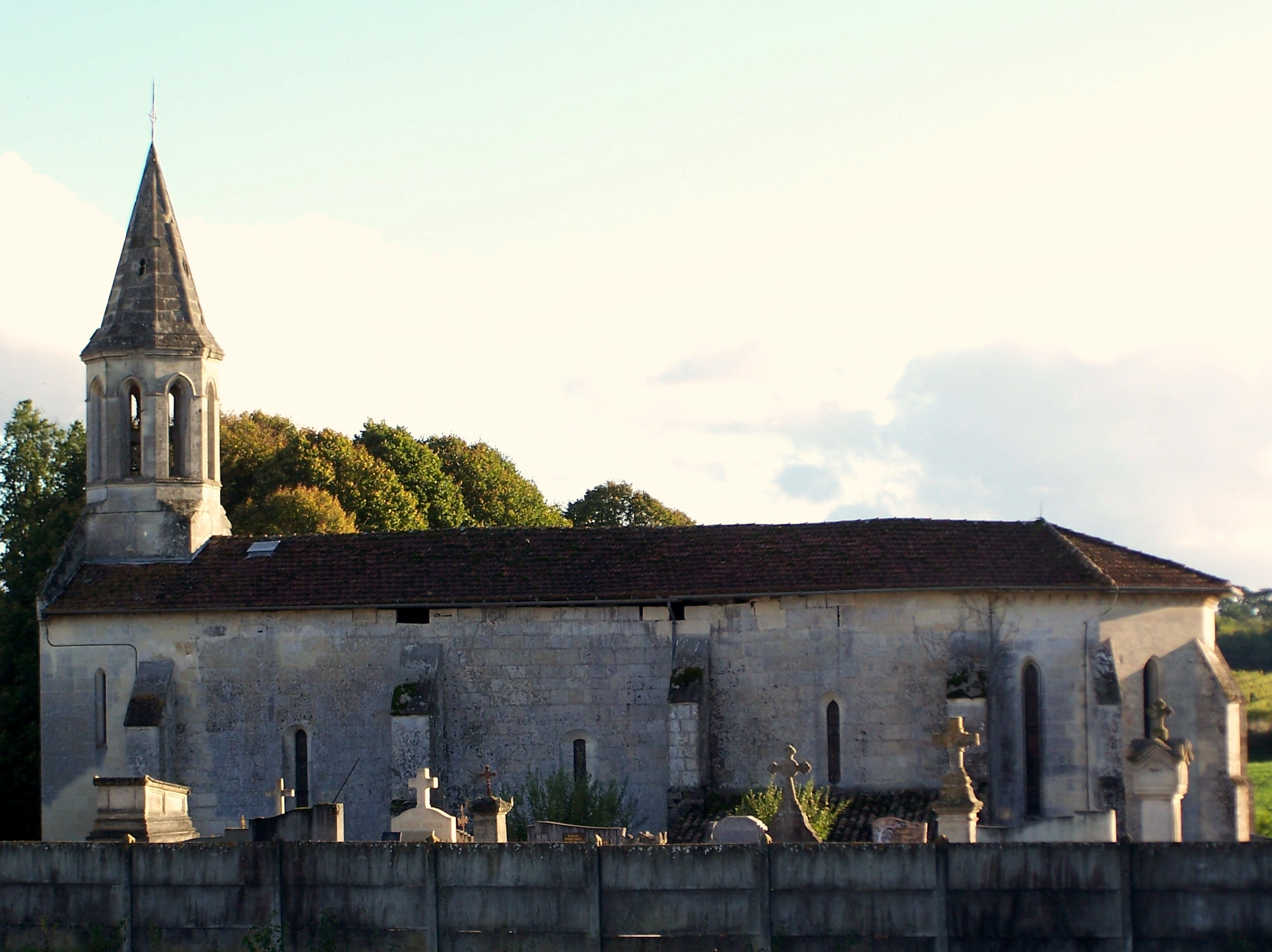
Façade nord (oct. 2012)
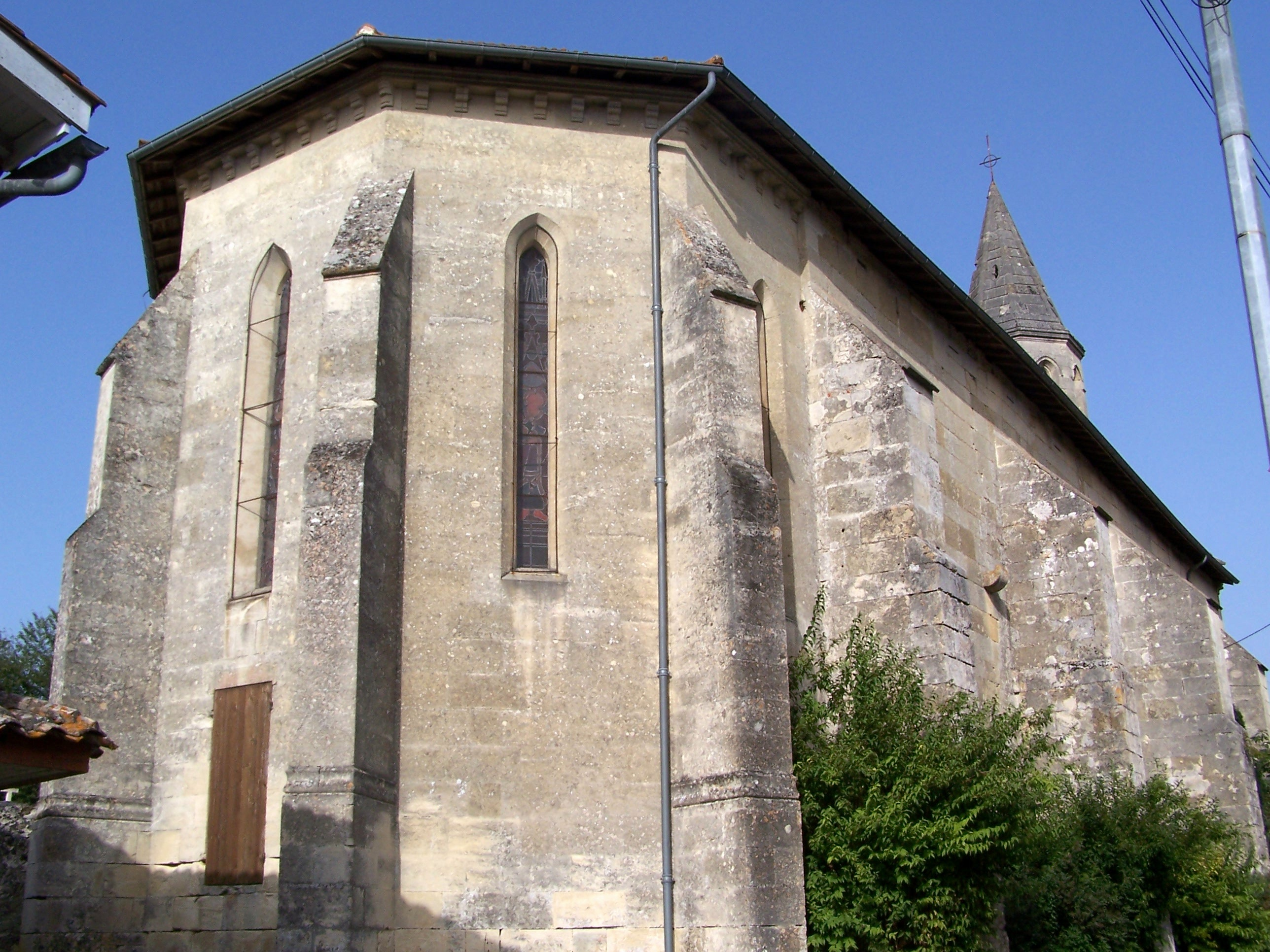
Le chevet (août 2012).